# 메모리즈 (2019년 7월 영화)
《메모리즈》는 2019년에 개봉한 대한민국의 영화이다.

## 캐스팅
- 김무열 : 현오 역
- 안소희 : 이주은 역
- 오정세 : 석우 역
- 박지영 : 연구원 K 역
- 권정택 : 연구원 M 역
- 김이은 : 혜선 역
- 김미수 : 선아 역